# Colesterolo 24-idrossilasi
La colesterolo 24-idrossilasi è un enzima appartenente alla classe delle ossidoreduttasi, che catalizza la seguente reazione:
colesterolo + NADPH + H+ + O2 ⇄ (24S)-24-idrossicolesterolo + NADP+ + H2O
L'enzima è una proteina eme-tiolata (P-450). Può produrre anche 25-idrossicolesterolo. Inoltre, può idrossilare ulteriormente il prodotto a 24,25-diidrossicolesterolo e 24,27-diidrossicolesterolo. Questa reazione è la prima tappa della degradazione enzimatica del colesterolo nel cervello poiché l'idrossicolesterolo, a differenza del colesterolo, può oltrepassare la barriera sangue-cervello.